# Tasgaon
Tasgaon é uma cidade  no distrito de Sangli, no estado indiano de Maharashtra.

## Geografia
Tasgaon está localizada a 17° 02′ N, 74° 36′ L. Tem uma altitude média de 560 metros (1837 pés).

## Demografia
Segundo o censo de 2001, Tasgaon tinha uma população de 33 435 habitantes. Os indivíduos do sexo masculino constituem 52% da população e os do sexo feminino 48%. Tasgaon tem uma taxa de literacia de 74%, superior à média nacional de 59.5%: a literacia no sexo masculino é de 80% e no sexo feminino é de 68%. Em Tasgaon, 13% da população está abaixo dos 6 anos de idade.